# Bovillae
Bovillae (autres dénominations : Bobellae, Rovillae, Buella, Boile, Boville) est une cité antique latine puis romaine qui se trouve au sud de Rome. Aujourd'hui, le site archéologique est sur le territoire de la commune de Marino, dans la province de Rome, dans la région des Castelli Romani.
Bovillae est la première ville traversée par la Via Appia, en partant de Rome. Il s'agit d'une des routes les plus fréquentées d'Italie, ce qui confère au site une certaine importance. Après la destruction d'Albe la Longue sous le règne de Tullus Hostilius, les habitants sont transférés à Bovillae où ils perpétuent les plus importantes institutions religieuses latines, au moins jusqu'à la fin de la monarchie romaine. La ville, qui est devenue une des plus florissantes de la région, est pillée par les Volsques en 490 av. J.-C., marquant le début d'une longue période de déclin. En 17, Tibère instaure dans la ville d'origine de la gens Iulia le collège sacerdotal des Sodales Augustales et les Ludi augustales, jeux solennels donnés en l'honneur d'Auguste. Après la chute de l'Empire romain, la ville tombe dans l'oubli pour plusieurs siècles avant que le site ne soit mis au jour lors des premières fouilles archéologiques menées par Giuseppe Tambroni entre 1823 et 1825. À cette occasion, les vestiges du cirque de la ville, un des plus grands cirques romains connus, sont dégagés.

## Localisation
La ville est située le long du tracé de la Via Appia qui, en 293 av. J.-C., est déjà pavée sur cette première portion, à 18 km environ au sud-est de Rome (voir la carte). Il est possible que depuis la fondation la ville, son emplacement ait été modifié. Des vestiges datant de l'époque pré-romaine ont été retrouvés un peu plus au sud-est par rapport au site romain, sur une position plus élevée et plus éloignée du tracé de la Via Appia. Durant l'époque républicaine, la ville a pu se déplacer peu à peu vers la Via Appia pour faire prospérer ses activités commerciales. Le site a été identifié à la frazione de Frattocchie de la commune de Marino.

## Histoire

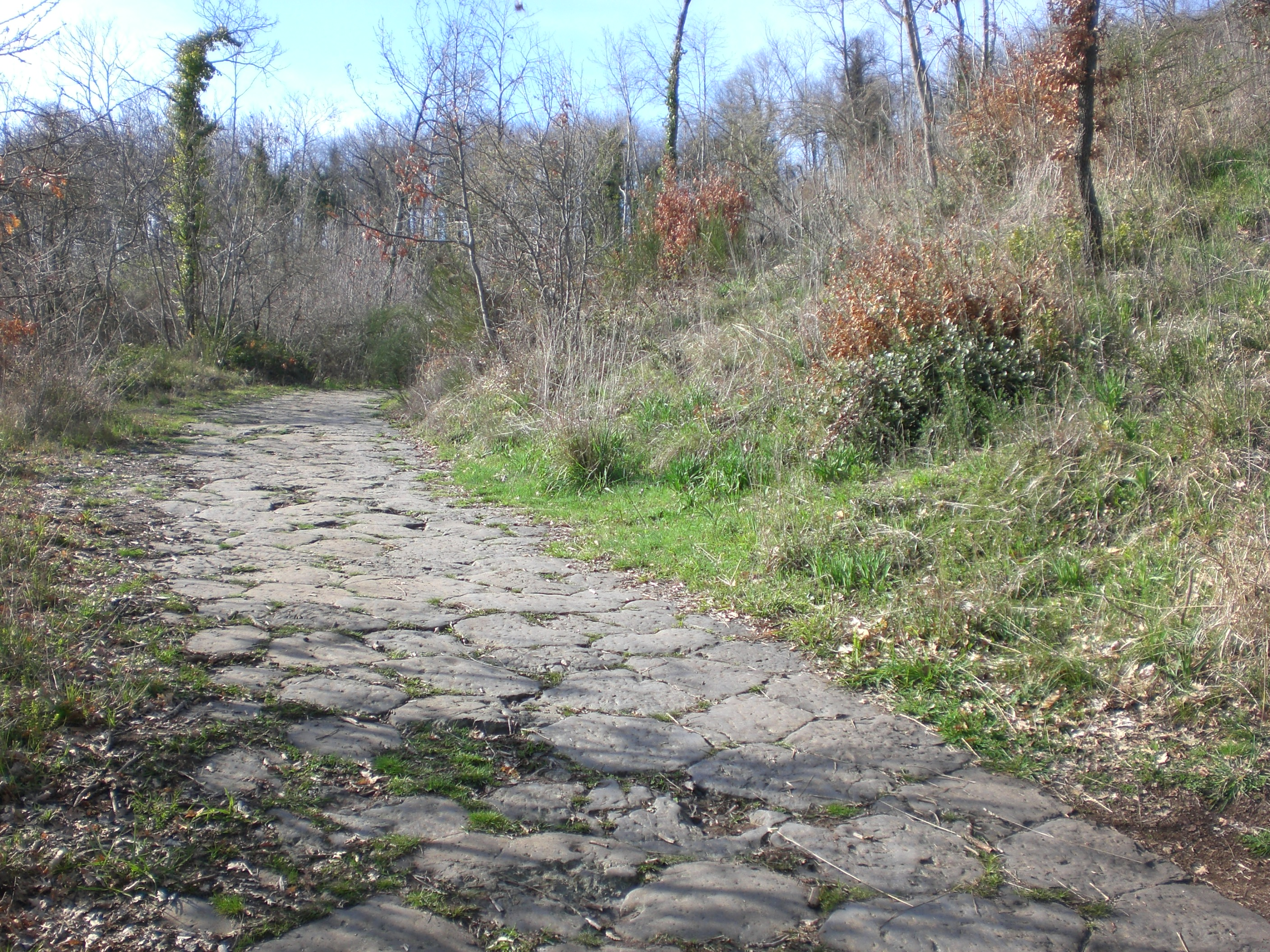
Voie sacrée menant au temple de Jupiter du Monte Cavo.

### La fondation
« Sous le règne de Latinus Silvius, des colons s’établirent à Préneste, Tibur, Gabies, Tusculum, Cora, Pométa, Labici, Crustumium, Caméria, Bovillae, et dans les autres cités environnantes. »

— Aurelius Victor, Les origines du peuple romain, XVII, 6.
Les circonstances de la fondation de la ville de Bovillae demeurent mystérieuses. Selon l'hypothèse la plus probable, considérée comme la seule qui soit historiquement fiable, la ville a été fondée comme une colonie latine sous le contrôle d'Albe la Longue qui se trouve à peu de distance à l'est, sous le règne du quatrième roi albain, Latinus Silvius.

### Origine du nom
Il existe deux théories expliquant l'origine du nom de Bovillae. Selon la première, le nom dériverait de bovis hillae, soit littéralement les « entrailles de bœuf ». Ce nom étrange trouve son sens dans l'histoire d'un bœuf qui, offert en sacrifice au temple de Iuppiter Latialis sur le Monte Cavo, parvient à s'échapper. Mais blessé par la lame du prêtre, l'animal finit par mourir dans la campagne avoisinante qui aurait alors été baptisée du nom de ses entrailles.
L'historien italien Girolamo Torquati rejette cette première hypothèse. Selon lui, le nom de la ville est une variante de boum villa (« rassemblement de bœufs »), faisant référence aux bovins qui sont gardés en pâturage sur les pentes fertiles du mont Albain, dont ceux destinés à être sacrifiés lors de cérémonies religieuses. Cette hypothèse est consolidée par le fait que Bovillae se trouve effectivement à l'intersection entre la Via Appia, route commerciale qui relie Rome à la Campanie, et l'ancienne route de transhumance qui amenait les troupeaux de la mer Tyrrhénienne aux Apennins.

### La domination romaine

#### Période monarchique
La destruction d'Albe la Longue par les Romains est généralement datée de 668 av. J.-C., pendant le règne de Tullus Hostilius, troisième roi de Rome. À cette époque, les villes latines et Rome forment une confédération appelée Ligue latine. Malgré tout, Rome cherche à asseoir son autorité sur les autres cités et tente par tous les moyens de limiter leur autonomie politique. Après la destruction de la ville, la population d'Albe n'est pas déportée à Rome mais semble avoir été installée dans la colonie de Bovillae où elle fait se perpétuer les anciennes institutions religieuses latines comme les Virgines Albanae, les Pontifices Albani ou encore les Salii Albani. Deux inscriptions latines trouvées lors des fouilles de 1826 attestent de l'importance croissante de Bovillae peu après la chute d'Albe. Ces deux inscriptions nous apprennent que les habitants de Bovillae ont été baptisés Albani Longani Bovillenses et sont donc des descendants directs des habitants de la capitale légendaire albaine.

#### Période républicaine
En 489 av. J.-C., Cnaeus Marcus Coriolanus prend la tête d'une armée volsque qui assiège et pille plusieurs villes loyales envers Rome. Parmi celles-ci, Bovillae et Mugillae, une ancienne colonie romaine située tout près et identifiée aujourd'hui avec la frazione de Santa Maria delle Mole. Denys d'Halicarnasse fournit quelques détails sur le siège et la prise de Bovillae par les troupes de Coriolan.

« De Coriole, il [Coriolan] alla à Boville qui était alors une ville très célèbre et une des principales places du pays Latin. Les habitants qui se fiaient à leurs fortifications et à leur importante garnison, lui en refusèrent les clés. II exhorta ses troupes à combattre avec valeur, il promit de grandes récompenses à ceux qui monteraient les premiers à l'assaut et, sans perdre de temps, il commença l'attaque. Il y eut auprès de cette ville un rude combat. Les Bovillains ne se contentaient pas de repousser les assiégeants de dessus leurs murailles : ils ouvraient leurs portes, ils sortaient en grand nombre, ils poursuivaient vigoureusement les ennemis et les mettaient en déroute dans le penchant des chemins. Les Volsques y perdirent beaucoup de monde et le siège dura si longtemps qu'ils n'avaient plus aucune espérance de prendre la ville. Mais leur général réparait si adroitement tous ces échecs, qu'on ne s'apercevait pas des pertes qu'il avait faites. [...] Il s'exposa à toutes sortes de dangers, il tenta toutes les voies imaginables et ne se donna aucune relâche jusqu'à ce que les fortifications furent prises de vive force. Enfin, s'étant rendu maître de cette ville après un long siège, il passa au fil de l'épée une partie des vaincus qui osaient encore en venir aux mains, et fit les autres prisonniers de guerre. Chargé de magnifiques et glorieuses dépouilles, il enrichit ses soldats d'une grande quantité d'argent qu'il avait enlevé, car il s'en trouva plus dans cette ville que dans toutes les autres qu'il avait prises, et aussitôt après il décampa avec son armée. »

— Denys d'Halicarnasse, Antiquités romaines, livre VIII, 8.

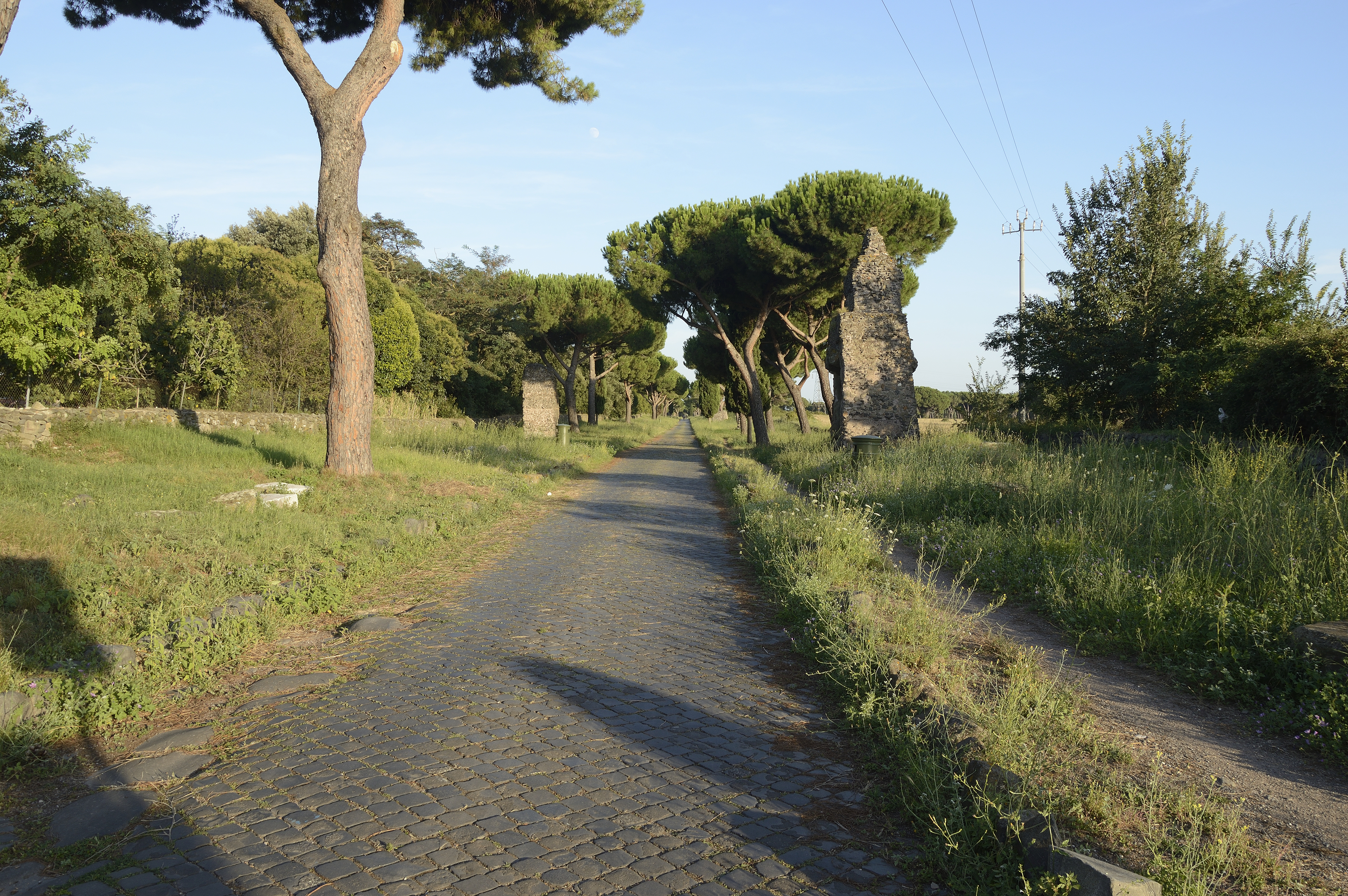
Le tracé antique de la Via Appia à proximité de Santa Maria delle Mole. À gauche, la Tor Leonardo.

Après le pillage de la ville par les Volsques, Bovillae entre dans une première période de déclin qui prend fin avec la construction de la Via Appia qui débute en 312 av. J.-C. pendant la censure d'Appius Claudius Caecus. Bovillae devient alors une ville étape entre Rome et Aricia.
Après la bataille de la Porte Colline qui marque la fin de la deuxième guerre civile opposant les partisans de Sylla à ceux de Marius, à la fin de 82 av. J.-C., et la montée en puissance de Sylla, ce dernier promulgue la lex Sullana qui prévoit la centuriation des terres au sud de Rome, entre Bovillae, Castrimoenium et Tusculum, et leurs distributions aux vétérans fidèles à Sylla. Le choix de cette région n'est pas innocent car ces terres appartiennent pour la plupart aux partisans de Marius. L'installation de vétérans loyaux à Sylla permet ainsi de diminuer le risque de soulèvement. C'est à partir de cette époque que commence le lent déclin de Bovillae. D'après Cicéron, dès le milieu du Ier siècle av. J.-C., Bovillae a beaucoup perdu de son influence.

« A moins, peut-être, que vous n'ayez été secondé par le voisinage de Lavicum, de Bovilles ou de Gabies, ces villes dont on ne trouve presque aucun habitant qui vienne prendre part aux sacrifices latins. »

— Cicéron, Pro Cn. Plancio Oratio, 9.
Ce dernier connaît bien cette région puisque comme son frère Quintus Tullius Cicero, il est propriétaire d'un domaine dans Bovillae. Deux autres sénateurs mentionnés par Cicéron dans son plaidoyer pour Milon, Sextus Tedius et Sextus Gallus, sont également propriétaires de domaines situés à proximité de Bovillae, entre le neuvième et le dixième mille de la Via Appia.
En 52 av. J.-C., le 18 janvier, Publius Clodius Pulcher, adversaire politique de Titus Annius Milo, est assassiné sur ordre de ce dernier à proximité de sa villa située près de la localité actuelle d'Ercolano di Castel Gandolfo. Son corps est porté par ses partisans dans un établissement de Bovillae où il est exposé jusqu'à ses funérailles publiques qui se déroulent sur le Forum de Rome. Ces évènements sont signalés par Cicéron, mais aussi par des auteurs plus tardifs comme Appien, Quintus Asconius Pedianus, Velleius Paterculus ou encore Dion Cassius.

#### Période impériale
Dans les jours qui ont suivi la mort d'Auguste, survenue le 19 août 14 à Nola, un important cortège funèbre escorte la dépouille de l'empereur depuis la Campanie jusqu'à Rome en empruntant la Via Appia. Le cortège marque une halte à Bovillae où les décurions de la ville remettent solennellement le corps d'Auguste aux chevaliers romains qui l'escortent jusqu'à la capitale.
Trois ans plus tard, en 17, Tibère, successeur d'Auguste à la tête de l'Empire, ordonne que la dynastie et la mémoire d'Auguste soient célébrées dans Bovillae, lieu dont la gens Iulia est supposée être originaire. Il fait instituer les Sodales Augustales, un collège de prêtres chargé du culte d'Auguste. À cette occasion, il dote Bovillae d'un grand cirque, d'un théâtre et d'un sanctuaire dédié à la gens Iulia,.
Tout au long de l'Empire, le rayonnement de Bovillae diminue et les auteurs de l'époque impériale ne la mentionnent plus que comme simple localité située le long de la Via Appia. Les invasions barbares et le sac de Rome de 410 par les Wisigoths d'Alaric sont dévastateurs pour la région et la Via Appia n'est plus aussi fréquentée que par le passé. Mais il semble que Bovillae a déjà perdu toute importance à cette époque puisqu'elle n'est même pas mentionnée dans la donation de l'empereur Constantin pour la fondation de la basilique d'Albanum dédiée à Saint Jean Baptiste en 326.

### Époque médiévale
Selon de nombreux historiens, Bovillae disparaît définitivement à la suite des raids sarrassins de 846 et les raids ultérieurs menés dans l'Ager Romanus. Ces opérations de pillage ont pour effet de déplacer les populations des sites vulnérables vers les endroits plus inaccessibles et plus faciles à défendre. C'est entre le IXe et le Xe siècle que la ville de Marino, construite un peu à l'écart sur une hauteur, est mentionnée pour la première fois. La dernière mention de Bovillae remonte à 1024.

### Les fouilles archéologiques

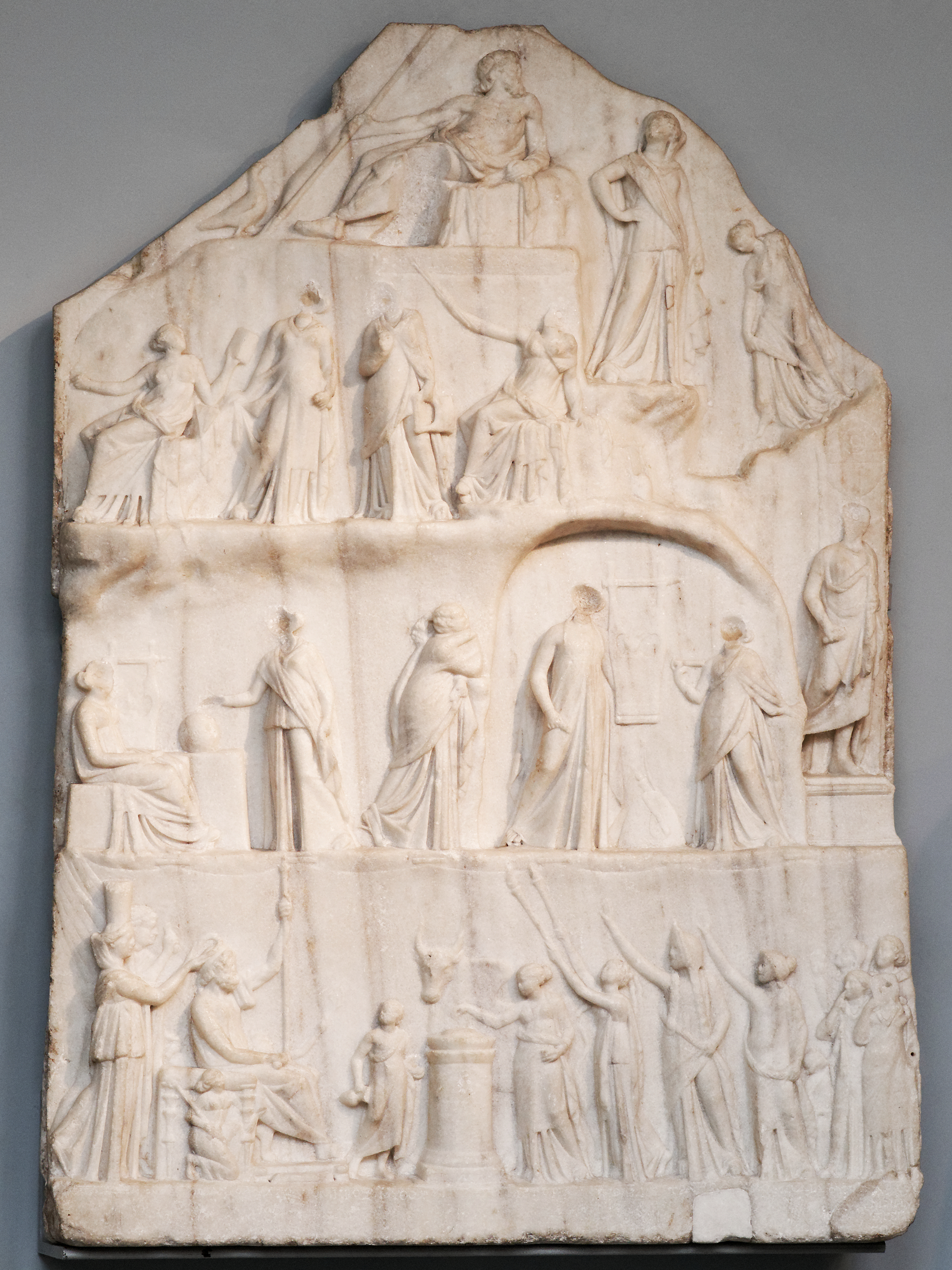
L'Apothéose d'Homère, relief daté entre 225 et 205 av. J.-C. et réalisé par Archélaos de Priène.

Les premières découvertes archéologiques faites sur le territoire de l'ancienne Bovillae, disparue depuis des siècles, ont lieu au cours du XVIIIe siècle et sont complètement accidentelles. En 1712 on retrouve le long de la voie Olmata del Papa, près de la frazione de Due Santi, des catacombes souterraines dont la localisation a été perdue depuis. Puis durant les travaux d'élargissement de la Via Appia en 1787, à l'endroit où la nouvelle voie rejoint le tracé antique, des vestiges d'un oratoire paléochrétien sont mis au jour et détruits. D'autres oratoires sont découverts en 1869 au même endroit.
En 1823, l'archéologue Giuseppe Tambroni débute des fouilles afin de localiser le site antique de Bovillae,. Lors de ces recherches, les vestiges du cirque et du théâtre sont dégagés, ainsi que ceux d'une salle appartenant à un établissement de bains publics, de l'autel de la gens Iulia et d'un temple dédié à Vediovis.
En 1853, sous le pontificat de Pie IX, le gouvernement pontifical lance des fouilles systématiques le long de la Via Appia et fait appel à de nombreux étudiants, historiens, artistes et archéologues réputés comme Ennius Quirinus Visconti, Antonio Canova, Carlo Fea, Antonio Nibby, Luigi Canina ou encore Giovanni Battista de Rossi. Toute la portion de la voie antique qui n'est plus utilisée depuis la construction de la déviation entre Rome et Marino est alors placée sous protection et les vestiges sont minutieusement catalogués.
L'historien originaire de Marino, Giuseppe Torquati, rapporte qu'il est personnellement présent lors de deux découvertes fortuites sur le site de Bovillae. Le 14 février 1886, au milieu d'un vignoble, est mise au jour une statue en marbre de Vénus. Puis le 13 mars 1891, à l'intersection de la Via Appia nova et de la Via Nettunense, des blocs de tuf qui font partie d'une crypte funéraire contenant deux sarcophages de marbre blanc grossièrement taillés sont dégagés. Les sarcophages, de 2,3 et 2,16 mètres de long, renferment encore deux squelettes.
Au début du XXe siècle, la ville de Marino finance un programme de fouilles autour des localités de Tor Messer Paolo et Colle Licia, afin de localiser le site de Bovillae pré-romaine. Mais les manques de fonds et d'intérêt pour une telle opération conduisent les archéologues à abandonner les recherches. En 1930, les fouilles reprennent brièvement et trois arches du cirque sont consolidées et restaurées. Depuis, l'urbanisation progressive des frazioni de Frattocchie et de Santa Maria delle Mole a fini par recouvrir le site archéologique et les quelques monuments qui avaient été dégagés se retrouvent isolés au milieu de la ville moderne.
Le matériel archéologique mis au jour sur le territoire de Bovillae est aujourd'hui dispersé dans plusieurs endroits sans qu'il ait pu être soigneusement étudié. Les pièces les plus précieuses se trouvent pour la plupart hors d'Italie comme l'Apothéose d'Homère qui est conservée au British Museum de Londres.

## Le site

### Le cirque

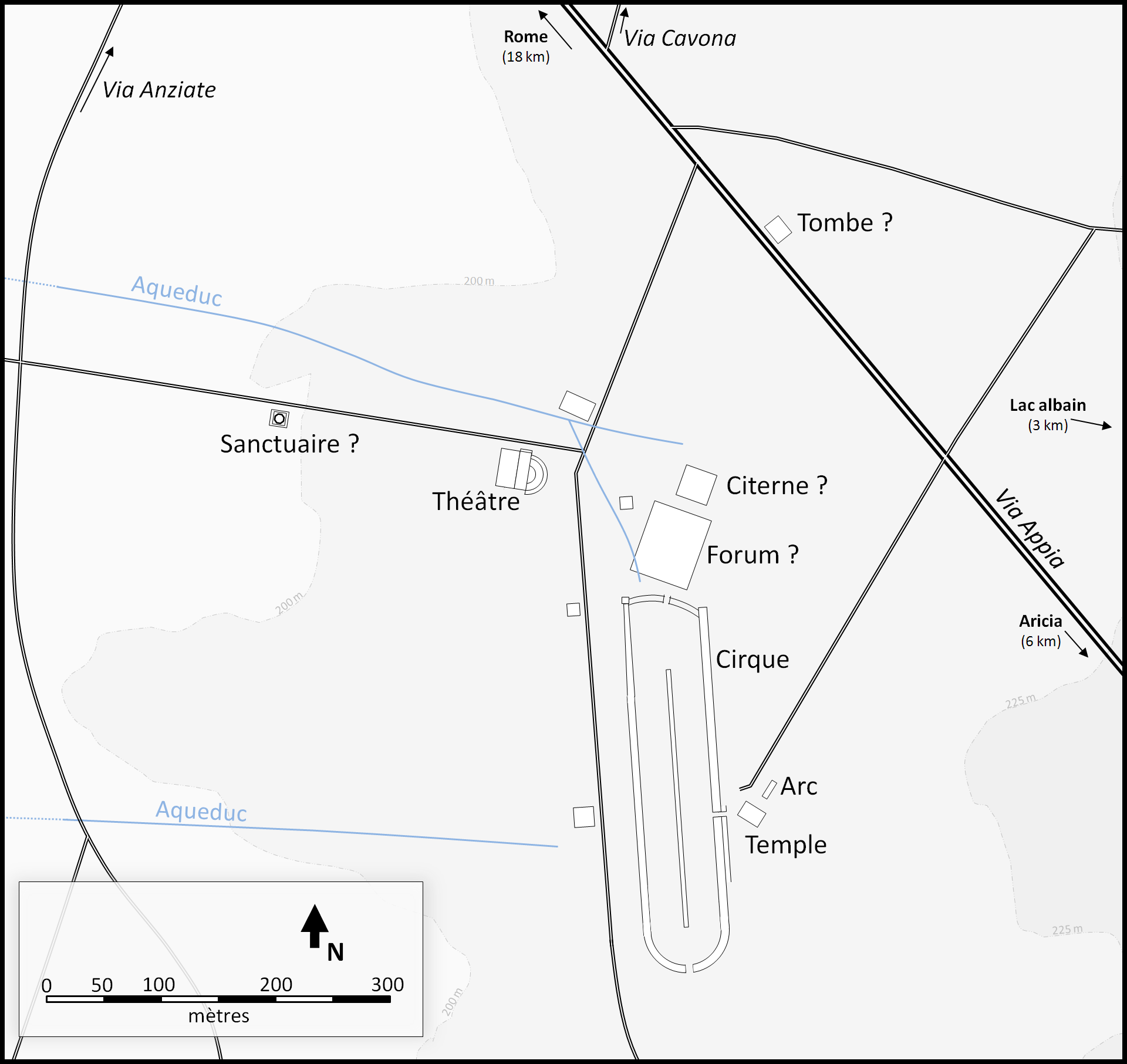
Plan de Bovillae à l'époque impériale, d'après le résultat des fouilles du début du XIXe siècle,,.

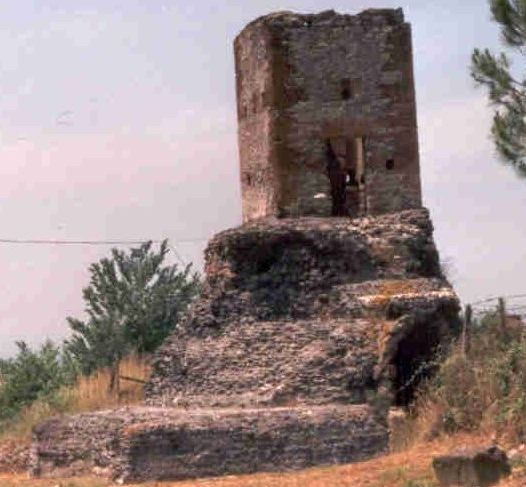
La Tor Leonardo, construite sur une tombe d'époque romaine.

Le cirque, dont les vestiges ont été découverts entre 1823 et 1825 par l'archéologue Giuseppe Tambroni, constitue le plus important monument de Bovillae. Sa construction est ordonnée par Tibère peu après la mort d'Auguste afin d'y organiser des jeux célébrant la mémoire de ce dernier : les Ludi augustales, célébrés au moins tant qu'un représentant de la dynastie julio-claudienne est à la tête de l'Empire. Une inscription datée de 53 rappelle que cette année-là, un aurige du nom de Fuscus, appartenant à la factio prasina, a remporté les jeux de Bovillae.
Le monument est long de 337,5 mètres et large de 68,6 mètres. Il est l'un des plus grands cirques romains connus, dépassant dans ses dimensions le cirque de Caligula et Néron dans la plaine vaticane et le stade de Domitien. Aujourd'hui, il ne subsiste que quatre arches parmi les douze d'origine, en blocs de péperin et qui appartiennent à la section des carceres, les stalles de départ des chariots de course. La spina, longue de 197 mètres, est décorée de statues et autres ornements. Des portions de la spina ont été dégagées au cours des fouilles du XIXe siècle. La capacité du cirque est estimée entre 8 000 et 10 000 spectateurs.

### Le théâtre
Des vestiges situés à une centaine de mètres au nord-ouest des trois arches du cirque ont été identifiés au théâtre antique grâce aux traces de gradins. Une structure adjointe à l'édifice devait abriter une école de mimes comme l'atteste une inscription retrouvée et dédiée à la mémoire de l'archimime Acilius. Selon l'historien Antonio Nibby, la scène du théâtre est large de 8,3 mètres et longue de 14,3 mètres.

### Le temple de Vediovis
Lors des fouilles de 1823 à 1825, les archéologues ont découvert entre Frattocchie et Due Santi un autel dédié à un culte païen portant l'inscription « vediovei•patrei/gentiles•iulei », ce qui suggère la présence d'un temple dédié à Vediovis, une divinité latine, dans la ville. Ce temple a probablement été érigé par un membre de la gens Iulia, natif de la Bovillae, vers le Ier siècle av. J.-C. selon Antonio Nibby.

### Le sanctuaire de lagens Iulia
Un sanctuaire dédié à la gens Iulia a été construit dans la ville sur ordre de Tibère, en 17. Giuseppe Tambroni a émis l'hypothèse que le corps d'Auguste a pu être placé dans ce sanctuaire après les funérailles publiques qui se sont déroulées dans Rome mais cette hypothèse n'a pas pu être vérifiée dans les faits. L'archéologue Antonio Nibby identifie le sanctuaire à une structure octogonale érigée sur un podium carré et mise au jour entre 1823 et 1825 à environ 200 mètres à l'ouest du théâtre. Le sanctuaire est entièrement construit en granit et fait 4,5 mètres de diamètre. Il est entouré par une enceinte rectangulaire.

### Les tombes le long de laVia Appia
Entre Rome et Bovillae, la Via Appia antica est bordée par un grand nombre de tombes monumentales de l'époque romaine. La plupart est intégrée dans le parc régional de l'Appia Antica mais au moins deux tombes sont situées dans la commune de Marino, sur le territoire de l'ancienne Bovillae. La première tombe a été modifiée au Moyen Âge et sert de fondation à la Tor Leonardo. Quant à la deuxième tombe, située dans le frazione de Due Santi, il ne reste plus que le noyau en ciment.